# Vere-Dowayo jezici
Vere-Dowayo jezici (privatni kod: wdow wdow), ogranak jezične skupine voko-dowayo iz Kameruna i Nigerije. Obuhvaća (5) jezika unutar dvije uže skupine, to su: 
a. Dowayo jezici (1) Kamerun: doyayo [dow].
b. Vere-Gimme jezici (4): 
b1. Gimme jezici (2) Kamerun: gimme, gimnime.
b2. Vere jezici (2) Nigerija: koma, mom jango.

## Vanjske poveznice
- Ethnologue (14th)
- Ethnologue (15th)